# Ciò che uscì dal lago Michigan
Ciò che uscì dal lago Michigan  (The Presence) è un romanzo di fantascienza del 1977 dello scrittore statunitense Roger Lovin con lo pseudonimo di Rodgers Clemens, con implicazioni horror, ambientaliste ed apocalittiche.

## Trama
Un'imprecisata metropoli sul Lago Michigan. Blake Wiley, medico, ricercatore, hippie e veterano del Vietnam, viene convocato dai suoi colleghi presso l'obitorio di un ospedale per trovarsi innanzi un reperto agghiacciante, il corpo di una adolescente semidisciolto come dall'acido. Si tratta della figlia di un socio di un'azienda, in gita sullo yacht di un intraprendente dirigente e scomparsa durante la notte. Un giovanissimo si trova su un pontile a pescare con suo padre quando viene assalito da una marea viva mucillaginosa che lo trascina via nelle acque. È il panico. Le autorità vorrebbero distruggere quest'insolita forma di vita lacustre divenuta una minaccia, probabilmente antica quanto l'Uomo. Wiley vorrebbe invece studiarla. Al medico sono interessati una giovane McKittrick, rampante giornalista del Canale Cinque e la figura ambigua del primo cittadino, il greco Nikkos Spilokos.